# 興趣點

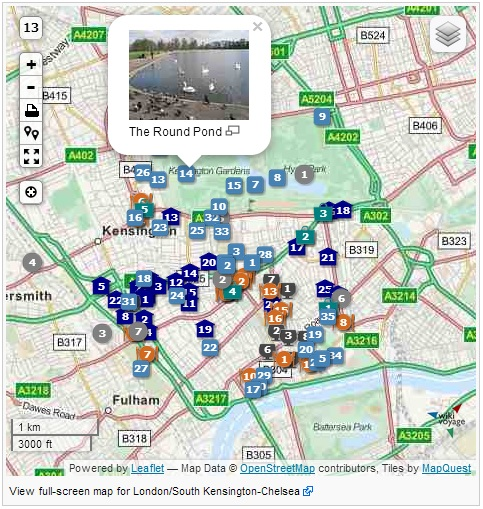
維基導遊地圖顯示英國南肯辛頓附近的興趣點

興趣點（英語：point of interest，通常縮寫成POI）乃是電子地圖上的某個地標、景點，用以標示出該地所代表的政府部門、各行各業之商業機構（加油站、百貨公司、超市、餐廳、酒店、便利商店、醫院等）、旅遊景點（公園、公共廁所等）、古蹟名勝、交通設施（各式車站、停車場、超速照相機、速限標示）等處所。由於興趣點必須包含名稱、類別、經度、緯度、海拔等資料才能在電子地圖上呈現，中國大陸亦翻譯成信息點。

## 概要

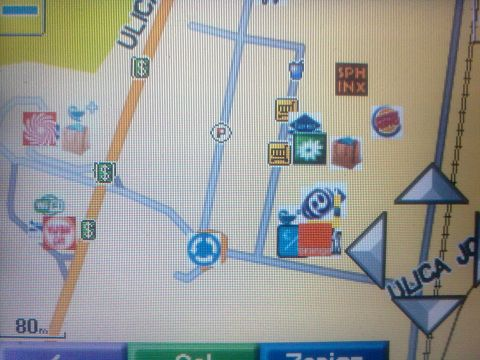
Garmin導航系統中的興趣點

就概念而言，興趣點和感興趣區域（region of interest，縮寫成ROI）是相似的；至於3D圖像中定義的ROI也稱為「VOI（volume of interest之縮寫）」。通常興趣點的來源可分三種：頭一種是專門建構此類資料的商業公司，諸如Google地圖、Tele Atlas（已被TomTom收購）、Navteq（已被諾基亞麾下Here地圖併購）、Sensis、WhereiS、CarteBlanche、Papago、勤崴國際、高德、百度地圖、易圖通科技、中原地圖等業者。此類興趣點的優勢是資料眾多，不過相對而言內容稍嫌制式化，且內容豐富度各家不一。
第二種來源是網友自發性的製作，這一類資料最符合「興趣點」的本意，因為網友自行編輯上傳該地點的文字、照片、影片、甚至個人評論心得等，使之成為真正符合旅遊指南的興趣點。還有一種另類的興趣點資料便是「測速照相」的興趣點，喜歡開快車的網友搜羅各路段的速度限制，以及各地的固定式、流動式超速照相機的設置地點，上傳網路供不特定之對象使用參考。
第三種來源是第一種資料的延伸運用，也就是客製化興趣點。譬如某地方政府打算振興當地的觀光及商業活動，於是可以和電子地圖資料公司專案合作，除了介紹當地的名勝遊覽行程，更可結合當地商家的資料推出優惠活動，以吸引旅客前往消費。

## 內部連結
- GPX
- GeoRSS
- 地理標記的照片
- 景點分享